# Thrypticomyia carolinensis
Thrypticomyia carolinensis är en tvåvingeart som först beskrevs av Alexander 1940.  Thrypticomyia carolinensis ingår i släktet Thrypticomyia och familjen småharkrankar. Inga underarter finns listade i Catalogue of Life.